# Швидве
Швидве (на полски: Świdwie) е езеро в Западна Полша, в Западнопоморско войводство. Езерото се намира в природния резерват Швидве и е разположено по течението на река Гуница. Площта му е 8,9 km².